# Wolkenkamm
Der Wolkenkamm ist ein bis zu 400 m hoher Gebirgskamm an der Borchgrevink-Küste des ostantarktischen Viktorialands. In der Mountaineer Range ragt er zwischen dem Nascent Glacier und dem Index Point an der Südflanke des Mariner-Gletschers auf.
Wissenschaftler der deutschen Expedition GANOVEX III (1982–1983) benannten ihn. Namensgebend ist der Umstand, dass der Gebirgskamm häufig wolkenverhangen ist.